# Politik i Kina

Den kinesiska folkregeringens emblem.

Folkrepubliken Kina styrs sedan grundandet 1949 av Kinas kommunistiska parti. 
Även om Folkrepubliken Kina genomgått tvära kast sedan dess grundande, så har den grundläggande strukturen varit liknande sedan 1949.

## Struktur

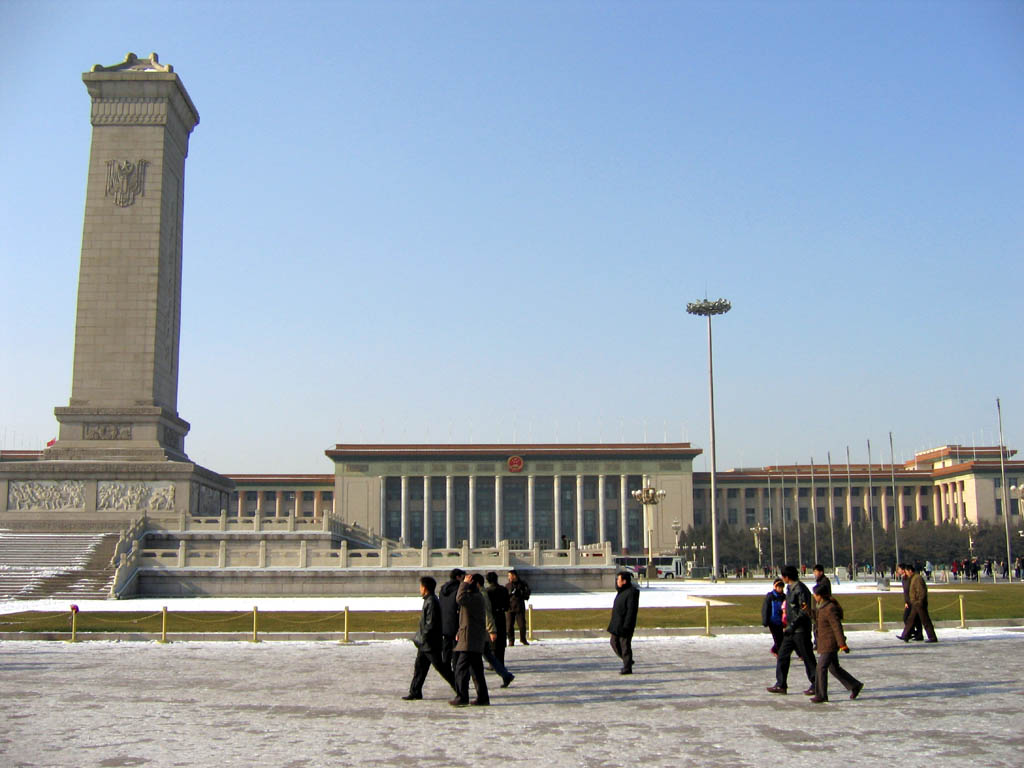
Nationella folkkongressen sammanträder i Folkets stora hall i Peking.

Maktstrukturen bygger på tre grundpelare: Folkets centralregering, som är den civila regeringen, Kinas kommunistiska parti, som är det statsbärande partiet och Folkets befrielsearmé, som utgör landets försvar.
Nationella folkkongressen är benämningen på centralregeringens formellt högsta lagstiftande organ och det sammanträder en gång varje år samtidigt som det Kinesiska folkets politiskt rådgivande konferens. Mellan sammanträdena sköts Folkkongressens arbete av Folkkongressens ständiga utskott. Folkkongressen utser också statsrådet, som är landets regering och innehar den verkställande makten.
Partiet sammanträder i regel vart femte år och utser då en centralkommitté, som i sin tur utser en politbyrå. Den verkliga makten i kommunistpartiet utövas dock av politbyråns ständiga utskott, som består av sju ledamöter som representerar olika funktioner inom stat och parti. 
Försvarsministeriet i Kina har ingen egentlig makt över Befrielsearmén, som lyder under den Centrala militärkommissionen, vilket i praktiken är ett partiorgan.

## Historia

### Kina under Mao
Det första decenniet efter kommunisternas maktövertagande 1949 kännetecknades av mycket nära politiska och ekonomiska relationer med Sovjetunionen. Efter 1957 kom kontakten med Sovjet successivt att försämras. Förbindelserna mellan de två socialistiska staternas kommunistiska partier bröts definitivt och officiellt 1960, samtidigt som de diplomatiska förbindelserna länderna emellan förblev normala om än kyliga.
Kina, under Maos ledning, försökte efter 1957 skapa en egen version av marxism-leninism, utan inflytande från Moskva. Denna inhemska kinesiska socialism gick i Kina under namnet marxism-leninismen–Mao Zedong-tänkandet men kom i utlandet att kallas för maoism. Ett centralt element i maoismen är att ett kommunistiskt maktövertagande bara är början, snarare än slutet, på revolutionen och att en framgångsrik revolution är en utdragen och ständigt pågående process som varar i decennier.
Mao Zedong var den drivande kraften bakom en rad landsomfattande politiska kampanjer under 1950- och 1960-talen. Kampanjerna var alla, i sista hand, avsedda att få bukt med det Mao först kallade det ”borgerliga hotet", men beskrev det, med tiden, allt oftare som den inhemska varianten av den sovjetiska ”revisionismen”. Den senare innefattade bl.a. enligt Mao framväxten av en ny ”borgarklass” eller bourgeoisie inom det egna, kommunistiska partiet. (På denna punkt påminde Maos tankegångar ytligt om jugoslaven Milovan Djilas som diskuterade just denna fråga i boken Den Nya Klassen som utkom i Kina i en begränsad upplaga 1963.) Om inte en ständig kamp pågick i samhället, och inom kommunistpartiet i synnerhet, skulle det senare stelna i sina ramar och bli till en reaktionär kraft. Mao hyste särskild förakt för tjänstemän inom statsapparaten och anklagade dessa vid upprepade tillfällen för att hysa borgerliga värderingar. Vintern 1965 inledde han det som sommaren 1966 (då han lanserade slagord som ”Bombardera högkvarteret!” och ”Det är rätt att göra uppror!”) skulle bli den största politiska kampanjen i efterkrigstidens Kina; den så kallade stora proletära kulturrevolutionen, en enorm politisk massrörelse, med mål att omdana hela Kina i ännu mer socialistisk riktning och en gång för alla få bukt med det ”revisionistiska” hotet.
Under tiden före Kulturrevolutionen hade Maos ställning inom partiet försvagats, bland annat som en konsekvens av Maos beslut av bryta kontakten med Sovjetunionen, kommunist-Kinas ideologiska lärofader, och Maos misslyckade ekonomiska politik kallad "Det stora språnget". Mao representerade en radikal falang inom partiet, andra ledande politiker som till exempel Deng Xiaoping förespråkade en mer pragmatisk politisk linje och närmare kontakt med andra länder, inte minst med Sovjetunionen. Under Kulturrevolutionen kom flera av dessa ledande gestalter inom KKP att utpekas som "högerelement", "kontrarevolutionärer" och "folkets fiender". Vissa dödades, andra sattes i arbetsläger. Flera av dem som överlevde har senare rentvåtts från de brott de anklagats för. 
Det finns idag olika uppfattningar om vilken tidsperiod som benämns kulturrevolutionen. Vissa anser att den sträckte sig 1966-1969. Detta är den ursprungliga definitionen av termen. I dagens Kina används termen dock oftast för hela perioden från 1966 fram till Mao Zedongs död 1976. 
Under perioden 1970–1976 minskade, på grund av Maos höga ålder och sviktande hälsa, dennes inflytande över Kinas styre. En mindre grupp inom kommunistpartiet, kallad "De fyras gäng" och ledd av Maos fjärde hustru Jiang Qing, lyckades skaffa sig allt större inflytande. De fyras gäng representerade en extrem och mycket hårdför falang inom partiet.

### Utveckling efter Maos död
De fyras gäng lyckades behålla makten fram till Maos död 1976, varefter en bitter ideologisk präglad maktkamp följde inom partiet. Maktkampen slutade med att en falang under ledning av Hua Guofeng tog över ledningen och medlemmarna av De fyras gäng åtalades för svåra brott. Den interna politiska kampen inom KKP och etableringen av en ny ledargrupp under Deng Xiaoping skedde under perioden 1977-1978. 
Med början 1978 infördes så en ny politik kallad "socialism med kinesiska särdrag". Införandet av denna nya politik innebar en helomvändning jämfört med den politik som dittills förts i det kommunistiska Kina. Socialism med kinesiska särdrag är i praktiken en form av marknadsekonomi med privat ägande, men med stora inslag av statlig styrning. Den statliga styrningen är särskilt tydlig inom industrier som anses viktiga för "rikets säkerhet", såsom telekommunikation, försvar, luftfart, järnväg, med mera. Det faktum att Kinas domstolsväsende inte åtnjuter en oberoende ställning i förhållande till Kommunistpartiet, bidrar starkt till partiets möjlighet att påverka och styra företag. På varje företag i Kina, både de som är kinesiskt ägda och de som är utlandsägda, finns en lokal representant för KKP eller en arbetsplatscell av partiet.
1979-1981 införde Kina en ettbarnspolitik i syfte att bromsa överbefolkningen genom att begränsa barnafödandet.
Bydemokratin är en kinesisk kommunal organisationsform som tog vid när folkkommunerna upplöstes på 1980-talet. De första byarna där bydemokratin instiftades låg i Guangxi och andra delar av Kina där stridigheter uppkommit bland befolkningen på grund av missnöje med omfördelningen av folkkommunernas egendomar. Framförallt gällde missnöjet de tjänstemän som roffade åt sig byns tillgångar när folkkommunerna avvecklades. Folkliga protester ledde med tiden till bildandet av en ny kollektiv organisation på gräsrotsnivå med folklig förankring som stod utanför KKP:s organisation och statsapparat. Bydemokratin har sedan 80-talet spridit sig över hela landet, med KKP:s goda minne, och i slutet av 90-talet formulerades den som en rättighet för de byar som önskar den. Idag omfattar systemet 920 000 byar. Bydemokratins representanter väljs i allmänna och hemliga val med vanliga vallängder med fri nominering. Kvinnor kvoteras in vid eventuellt total snedrepresentation. Man behöver inte vara med i Kommunistpartiet för att ställa upp och de flesta som väljs är det inte heller.

#### Xi Jinping vid makten sedan 2013
President Xi Jinping har tagit ett allt starkare grepp om makten i Kina. Kommunistpartiets kontroll över samhället och militären har stärkts och förtrycket har ökat med skärpt censur och gripanden av oliktänkande och människorättsadvokater. Efter att gränsen på två mandatperioder slopats för presidentposten har Xi befäst sin position som den mäktigaste kinesiske ledaren sedan Mao Zedong.

### Kulturell nationalism
Kulturell nationalism definierar nationen genom den gemensamma kulturen. Medborgarskap i nationen är varken helt frivilligt (man kan inte genast tillägna sig en kultur eller ej heller avsäga sig den) eller ärftligt (barn till medborgare kan potentiellt betraktas som utlänningar om de växer upp i en annan kultur). 
Kinesisk nationalism är ett exempel på kulturell nationalism, på grund av de mycket nära banden och samhörighetskänslan med den stora globala kinesiska diasporan (fler än 60 miljoner individer 2005). Kinesiska nationalister inbegriper i begreppet Kina, även den de facto självstyrande ön Taiwan (Kinesiska Taipei). 
Utmärkande för den kinesiska kulturella nationalismen är att den är mycket inklusiv. Historiskt sett har även andra områden i Kinas geografiska närhet inbegripits i termen, bland annat Mongoliet, den Koreanska halvön, Vietnam, Myanmar (Burma). I begreppet kines inbegrips alla som har kinesiska blodsband, det vill säga även människor boende i andra länder med kinesiskt påbrå, exempelvis singaporianer och utlandskineser i Afrika, Amerika, övriga Asien, Australien och Europa. 
Vidare kan även folk i länder vars folkgrupper finns representerade i Kina i form av minoriteter, anses vara kineser. På så vis betraktas mongolerna ofta som en kinesisk minoritet, även då de har en självständig stat; republiken Mongoliet. Under det mongoliska väldet på 1200-talet erövrade och koloniserade mongolerna en stor del av Asien och Europa, bland annat Kina. I den kinesiska högstadiets läroplan tonas mongolernas invasion av Kina ner, och perioden beskrivs mer som ett förenande mellan Mongoliet och Kina, än som en erövring.

### Fotnoter
1. ↑  Engelskspråkiga Wikipedias artikel om Milovan Djilas
2. ↑  Michael Schoenhals, ”Föregripande politiskt självmord? Mao Zedong, kulturrevolutionen och ’revisionismen’" i Köll, Anu-Mai, red. Kommunismens ansikten: Repression, övervakning och svenska reaktioner. Symposion, 2005. sid. 256-283
3. ↑  Kinesiskspråkiga Wikipedias artikel om bydemokrati
4. ↑  ”七下第12课《蒙古的兴起和元朝的建立》教学案例” (på kinesiska). 人民教育出版社. Arkiverad från originalet den 7 juli 2014. https://web.archive.org/web/20140707173033/http://www.pep.com.cn/czls/js/tbjx/sj/7x/u2/201403/t20140306_1181344.htm. Läst 19 januari 2016.